# Malagón
Malagón ist eine Gemeinde in der spanischen Provinz Ciudad Real der Autonomen Region Kastilien-La Mancha.

## Lage
Malagón befindet sich im nördlichen Sektor der Provinz Ciudad Real. Sie ist von einer großen Ebene umgeben, die im Nordwesten von der Sierra de Malagón unterbrochen wird, die zu den Montes de Toledo gehört. Durch das Gemeindegebiet fließt der Fluss Bañuelos, ein Nebenfluss des Guadiana. 

## Wirtschaft
Malagón hat eine grundsätzlich landwirtschaftliche Wirtschaft mit Weinbergen und Olivenbäumen. Die Käse- und Weinindustrie ragt heraus. Außerdem gibt es hier ein neues Gewerbegebiet.

## Einwohnerentwicklung
| Bevölkerung | Bevölkerung | Bevölkerung | Bevölkerung | Bevölkerung | Bevölkerung | Bevölkerung |
| 1900        | 1930        | 1950        | 1970        | 2000        | 2010        | 2019        |
| ----------- | ----------- | ----------- | ----------- | ----------- | ----------- | ----------- |
| 4 890       | 8 734       | 11 195      | 9 055       | 7 955       | 8 731       | 7 998       |